# محافظة الجبل الأسود الإيطالية
محافظة الجبل الأسود الإيطالية (بالإيطالية: Governatorato del Montenegro) هي منطقة احتلتها إيطاليا الفاشية أثناء الحرب العالمية الثانية. برغم أن الطليان قد خططوا لإقامة مملكة الجبل الأسود شبه مستقلة، إلا أن هذه الخطط عُلقت نهائيًا بعد انتفاضة شهيرة في يوليو 1941. بعد استسلام إيطاليا في سبتمبر 1943، انسحب الألمان من المنطقة التي احتلوها من الجبل الأسود في ديسمبر 1944.